# Vicki Myron
Vicki Myron (Spencer, 1947) è una scrittrice statunitense, autrice del libro Io e Dewey.

## Biografia
Vicki Myron è nata a Spencer, nell'Iowa ed è cresciuta in una fattoria a sud di Moneta, una città non più esistente. Diplomatasi presso la Hartley Iowa High School, Vicki si è poi trasferita a Mankato dove si è sposata ed ha avuto una figlia, Jodi.
Nonostante fosse sofferente di vari problemi di salute, si è laureata presso l'Emporia State University nel Kansas.
Nel 1982 Vicki ha fatto ritorno a Spencer ed ha iniziato a lavorare nella biblioteca locale. Nel 1987 è diventata bibliotecaria capo, carica che ha ricoperto per 25 anni fino al suo ritiro avvenuto dopo la morte di Dewey, un gatto adottato dai bibliotecari nel 1988.
Attualmente vive a Spencer.  La prima edizione del suo libro Io e Dewey venne pubblicata nel 2008, due anni dopo la morte del gatto.

## Opere
- Io e Dewey (Dewey: The Small-Town Library Cat Who Touched the World) (2008) - scritto con Bret Witter
- Dewey: The Library Cat (2009) - libro illustrato
- Dewey: C'è un gatto in biblioteca! (Dewey: There's a Cat in the Library) (2009) - scritto con Bret Witter
- Un Natale con Dewey (Dewey's Christmas at the Library) (2010) - libro illustrato scritto con Bret Witter
- Le nove vite di Dewey (Dewey's Nine Lives: The Legacy of the Small-Town Library Cat Who Inspired Millions) (2010) - scritto con Bret Witter